# Sitzenberg-Reidling
Sitzenberg-Reidling osztrák község Alsó-Ausztria Tullni járásában. 2022 januárjában 2390 lakosa volt. 

## Elhelyezkedése

Sitzenberg-Reidling a Tullni járásban

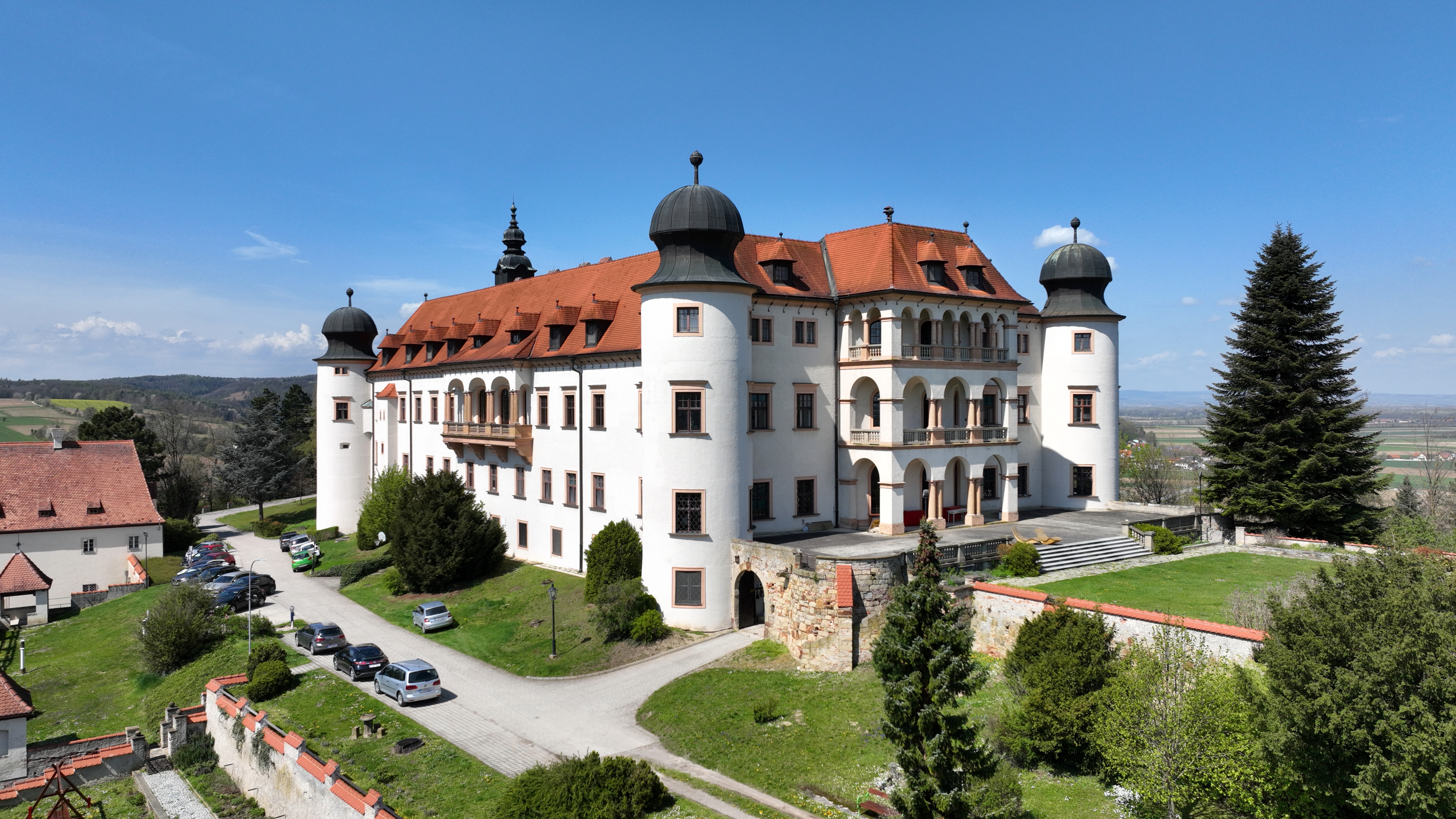
A sitzenbergi kastély

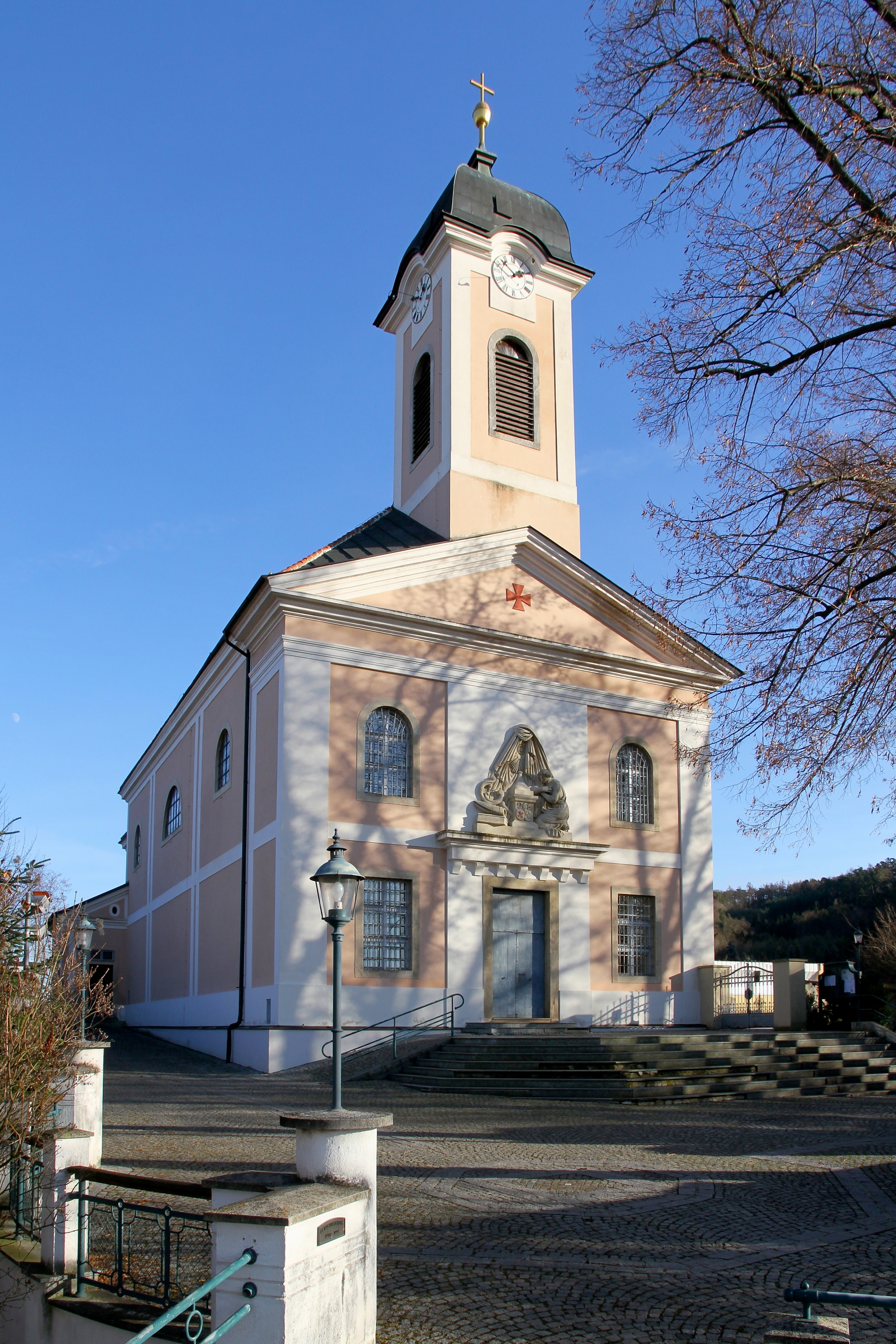
A reidlingi Szt. Jakab-plébániatemplom

Sitzenberg-Reidling a tartomány Mostviertel régiójában fekszik a Dunától délre, a Tullni-medence délnyugati részén. Legnagyobb állóvize a Sitzenberger Schlossteich. Legmagasabb pontja a 325 méteres Reidlingberg. Területének 29,9%-a erdő, 54,5% áll mezőgazdasági művelés alatt. Az önkormányzat 8 települést egyesít: Ahrenberg (152 lakos 2022-ben), Baumgarten (61), Eggendorf (93), Hasendorf (241), Neustift (118), Reidling (969), Sitzenberg (496) és Thallern (260).
A környező önkormányzatok: északra Zwentendorf an der Donau, keletre Atzenbrugg, délre Perschling, délnyugatra Herzogenburg, északnyugatra Traismauer. 	

## Története
Reidling neve szláv eredetű, eredetileg Rudinica volt és a 7-8. században alapíthatták.
Sitzenberget 1125-ben említik először, a Sankt Florian-i apátság egyik oklevelében szerepel egy bizonyos Sigahart de Sicinberch. Várát a 16. században akkori tulajdonosa, Christoph Greiss von Wald reneszánsz kastéllyá építtette át. Az épület a második világháborúban súlyos károkat szenvedett, ezt követően Alsó-Ausztria tartomány megvásárolta és renoválta. Azóta bentlakásos női mezőgazdasági és élelmiszeripari főiskola működik benne. 

## Lakosság
A sitzenberg-reidlingi önkormányzat területén 2022 januárjában 2390 fő élt. A lakosságszám 1991 óta gyarapodó tendenciát mutat. 2020-ban az ittlakók 91,6%-a volt osztrák állampolgár; a külföldiek közül 2,3% a régi (2004 előtti), 4,8% az új EU-tagállamokból érkezett. 0,8% az egykori Jugoszlávia (Szlovénia és Horvátország nélkül) vagy Törökország, 0,6% egyéb országok polgára volt. 2001-ben a lakosok 90,9%-a római katolikusnak, 1,5% evangélikusnak, 1,5% mohamedánnak, 4,3% pedig felekezeten kívülinek vallotta magát. Ugyanekkor 5 magyar élt a községben; a legnagyobb nemzetiségi csoportot a németek (95,8%) mellett a bosnyákok alkották 0,9%-kal.
A népesség változása:

| 2016 | 2 088 |
| 2018 | 2 102 |

## Látnivalók
- a sitzenbergi kastély
- a reidlingi Szt. Jakab-plébániatemplom
- a Dugóhúzó (Korkenzieher) kilátó az Ahrenberg tetején

## Fordítás
- Ez a szócikk részben vagy egészben  a   Sitzenberg-Reidling című német Wikipédia-szócikk ezen változatának fordításán alapul.  Az eredeti cikk szerkesztőit annak laptörténete sorolja fel. Ez a jelzés csupán a megfogalmazás eredetét és a szerzői jogokat jelzi, nem szolgál a cikkben szereplő információk forrásmegjelöléseként.